# Eleios-Pronnoi
Eleios-Pronnoi (Grieks: Ελειός-Πρόννοι) is een deelgemeente (dimotiki enotita) van de gemeente (dimos) Kefalonia, in de Griekse bestuurlijke regio (periferia) Ionische Eilanden.
De plaats telt 3.840 inwoners.De gemeentezetel is in de plaats Pastra.